# Церква Зачаття святого Івана Христителя (Королівка)
Церква Церква Зачаття святого Івана Хрестителя в Королівці — парафія і храм греко-католицької громади Борщівського деканату Бучацької єпархії Української греко-католицької церкви в селі Королівка Чортківського району Тернопільської области.

## Історія церкви
Про існування церкви в селі Королівка свідчить встановлений хрест із датою її побудови — «1604 р.». Згідно з матеріалами візитації греко-католицьких церков Поділля 1730—1732 років, яку проводив єпископ Анастасій Шептицький, у Королівці діяли два храми:
- Церква Непорочного Зачаття Пресвятої Діви Марії (1723), де служив о. Василь Іваницький.
- Церква Успіння Пресвятої Богородиці (1731), де служив о. Андрій Солюкович.

Джерела також згадують Василіанський монастир Зачаття святого Івана Хрестителя, збудований у першій половині XVII століття.
У 1745 році цей монастир був ліквідований згідно з декретом Папи Бенедикта XIV. Монахів і майно перевели до Кам'янець-Подільського монастиря, а чудотворний образ Матері Божої урочисто перенесли до парафіяльного храму Непорочного Зачаття Пресвятої Діви Марії.
У 1824 році почалося будівництво третього храму, який освятили у 1851 році на честь Зачаття Святого Івана Хрестителя. Туди також перенесли чудотворний образ. Церква наділена відпустом на свято Вознесіння Ісуса Христа. 13 червня 2011 року образ замироточив, і це тривало три місяці.
При парафії діють: «Апостольство молитви» та Марійська дружина.
На території парафії є фігури, капличка і хрести.

## Парохи
1. о. Василь Іваніцький,
2. о. Андрій Солюкович,
3. о. Йосип Соневицький,
4. о. Домінік Стебелецький,
5. о. Іван Любович,
6. о. Іван Брекович,
7. о. Іван Харук,
8. о. Віктор Райд,
9. о. Володимир Малиновський,
10. о. Євген Кріль,
11. о. Лев Кедринський,
12. о. Василь Невізовський,
13. о. Мирослав Гладяк,
14. о. Ростислав Глаляк,
15. о. Михайло Марущак (з 2001).